# 荒砂ゆき
荒砂 ゆき（あれさ ゆき、1939年1月25日 - ）は、日本の女優。出生は宮崎県、茨城県水戸市出身。旧芸名 田原久子。劇団俳優座第9期生（同期は可知靖之、菅貫太郎、二階堂有希子、富士真奈美など）。元劇団四季所属。

## 人物
映画全盛期のころから衰退期に至るまで各映画会社の作品に出演し、情熱的なヒロイン役から個性的な脇役まで幅広くこなす女優として活躍する。芸名を「荒砂ゆき」に変更後は、各映画会社のいわゆる「お色気路線」作品に多数出演。1974年、谷崎潤一郎原作、神代辰巳監督観世栄夫主演の日活文芸ロマンポルノ『鍵』で主人公の妻「郁子」役に抜擢され、倦怠期の夫婦関係に悩む人妻を演じた。その後、活動の主場をテレビドラマに移す。
また、いわゆる「お色気歌謡歌手」としても活動しており、シングル盤を2枚、EP盤を2枚リリースしている。

## 来歴
茨城県立水戸第二高等学校卒業。
本名の田原久子名義で、映画のみならず、舞台演劇・テレビドラマに多数出演、また声優としても活動。この時期のテレビ出演作に『ウルトラQ』、『ウルトラマン』など円谷プロ作品へのゲスト出演がある。
1970年、芸名を「荒砂ゆき」に改める。この時期の出演作として、上記「鍵」（1974年版）のほかにダイニチ映配の「秘録おんな牢シリーズ」などがある。ラジオ関東の深夜放送日曜日担当、創作「エデンの園」等の朗読を熱演。

## 主な出演作品

### 舞台
- オイディプス
- 父親学校
- トロイアの女
- バラの刺青

### 映画
※田原久子名義
- 1961年 女ばかりの夜（東宝）- 留子（寮生）
- 1966年 牙狼之介（東映）- お秀
- 1968年 喜劇 爬虫類（松竹）- 柴夢子
- 1969年 妖艶毒婦伝 人斬りお勝（東映）- お糸

※荒砂ゆき名義
- 1970年 おんな牢秘図（ダイニチ）- お政
- 1970年 新・高校生ブルース（ダイニチ）- 佐和
- 1971年 秘録 長崎おんな牢（ダイニチ）- お熊（牢名主の女囚）
- 1972年 喜劇 女売り出します（松竹）- きた子
- 1972年 女囚さそり 第41雑居房（東映） - 及川君代
- 1972年 天使の恍惚（ATG）- 秋軍団の頭「秋」
- 1972年 黒の奔流（松竹）- アパートの隣人
- 1973年 喜劇 ここから始まる物語（松竹）- 女性タレント
- 1973年 花と竜 青雲篇 愛憎篇 怒濤篇（松竹）- 良子（娼婦）
- 1974年 鍵（日活）- 郁子（その妻）
- 1974年 必殺仕掛人 春雪仕掛針（松竹）
- 1974年 喜劇 だましの仁義（東宝）- 百合
- 1975年 喜劇 女の泣きどころ（松竹）- サリー水木
- 1976年 妖婆（大映）
- 1977年 八つ墓村（松竹）- 多治見要蔵に殺される村人
- 1988年 真夜中の河 - 大黒屋のママ

### テレビドラマ
※田原久子名義
- 1966年 ウルトラQ（TBS）
  - 第24話「ゴーガの像」- アリーン（リャン・ミン）[2]
- 1967年 ウルトラマン（TBS）
  - 第28話「人間標本5・6」- 秋川叶子技官[3]
- 1968年 秘密指令883（フジテレビ）
  - 第14話「黒いカーブ」
- 1968年 七人の刑事（TBS）
  - 第342話「錯乱」
- 1969年 東京バイパス指令（TBS）
  - 第21話「イヌは誰だ」

※荒砂ゆき名義
- 1970年 五番目の刑事（NET）- お時
- 1971年 ザ・ガードマン（TBS）
  - 第307話「教育ママの裏口入学作戦」
- 1972年 荒野の素浪人（NET）
  - 第1シリーズ 第30話「緋剣 三匹の女渡世人」
- 1973年 恐怖劇場アンバランス（CX）
  - 第2話「死を予告する女」- バーのママ・冴子
- 1974年 顔で笑って （TBS / 大映テレビ）
  - 第24話「ママどこへ行ったの？」
- 1974年 傷だらけの天使（NTV）
  - 第4話「港町に男涙のブルースを」- アケミ
- 1974年 新宿さすらい節（TBS）
- 1974年 白い牙（NTV）第6話
- 1974年 おんな浮世絵・紅之介参る!（NTV）
  - 第11話「狙われた砂金」
- 1974年 ザ・ボディガード（NET）
  - 第15話「私は漂泊の女」
- 1975年 影同心II（MBS）
  - 第10話「尼寺（秘）女郎花」- おとく
- 必殺シリーズ（ABC／松竹）
  - 1975年 必殺仕置屋稼業
    - 第24話「一筆啓上血縁が見えた」- おきぬ

  - 1976年 必殺仕業人
    - 第13話「あんたこの神隠しどう思う」- お眉

  - 1976年 必殺からくり人
    - 第8話「私ハ待ッテル一報ドウゾ」- ヤス

  - 1977年 新・必殺仕置人
    - 第36話「自害無用」- 志乃

  - 江戸プロフェッショナル 必殺商売人
    - 1978年 第8話「夢売ります手折れ花」- おしの
    - 1978年 第20話「花嫁に迫る舅の横恋慕」- お京
- 1976年 子連れ狼（NTV）
  - 第三部 第14話「嘉祥兇兆」
  - 第三部 第15話「阿部怪異」
  - 第三部 第16話「燎原の火」
- 1976年 銭形平次（CX）
  - 第515話「鬼っ引きの涙」- おせき
- 桃太郎侍（NTV）
  - 1976年 第6話「お鶴が渡る隅田川」- お絹
  - 1977年 第26話「泥沼に咲いた紅い花」- 薄雪
  - 1978年 第107話「天狗が泣いた兄弟仁義」- お梅
- 1978年 気まぐれ本格派 （NTV／ユニオン映画）
  - 第17話「女王陛下の船は出た!!」- 芸者金太郎
- 1979年 騎馬奉行（KTV）
  - 第12話「大奥（秘）女の争い」
- 1979年 柳生一族の陰謀（KTV）
  - 第21話「夕焼けに恨みが残った」- お紋
- 1981年 土曜ワイド劇場「仮面の花嫁・暗闇へのワルツ」（ANB）

### 声優（ラジオドラマ・吹替・アニメなど）

#### 吹替
- 1964年 アウター・リミッツ（テレビ朝日版）
  - 第1シーズン 第17話「破滅の箱」- ヴィヴィア（演：メリンダ・プローマン）
- 1964年 逃亡者（TBS版）
  - 第84話 - ティナ（演：ジョアナ・ペティット）※田原久子名義
- 1965年 会議は踊る（フジテレビ版）- クリステル（演：リリアン・ハーヴェイ）※田原久子名義
- 1965年 灰色の服を着た男 - ジーナ（演：フィリス・グラフェオ）※田原久子名義
- 1969年 ミズーリ横断 - カミュア（演：マリア・エレナ・マルケス）※田原久子名義
- 1969年 宇宙大作戦
  - 第1シーズン 第21話「死の楽園」ライラ・カロミ（演：ジル・アイアランド）※田原久子名義
- 1969年 禁断の惑星（テレビ朝日版1）- アルティラ・モービアス（演：アン・フランシス）※田原久子名義
- 1969年 夜の豹（TBS版）- リンダ（演：キム・ノヴァク）※荒砂ゆき名義
- 1970年 船の女（NHK版）- マヌエラ・ハント（演：エルサ・マルティネリ）
- 1971年 ゴルゴ13（TBS版）※荒砂ゆき名義
- 1972年 何かいいことないか子猫チャン（TBS版）- リタ（演：ウルスラ・アンドレス）※荒砂ゆき名義
- 1973年 刑事コロンボ（NHK版）
  - 第2シーズン 第12話「アリバイのダイヤル」- イブ・バブコック（演：バレリー・ハーパー）※荒砂ゆき名義
- 1975年 リスボン特急 - カティ（演：カトリーヌ・ドヌーブ) ※荒砂ゆき名義
- 1976年 スケアクロウ（テレビ朝日版）- フレンチー（演：アン・ウェッジワース）※荒砂ゆき名義
- 1976年 高校教師 - モニカ（演：レア・マッサリ）※荒砂ゆき名義
- 1979年 ヤング・フランケンシュタイン（テレビ朝日版）- エリザベス（演：マデリーン・カーン）※荒砂ゆき名義

## ディスコグラフィー
- 1969年 夜の味／夜のボサノバ（グラモフォン）[4]
- いつまでも、いつまでも／悪いくせ（日本グラモフォン）[5]